# Campionati statunitensi di sci alpino 1994
Ai Campionati statunitensi di sci alpino 1994 furono assegnati i titoli di discesa libera, supergigante, slalom gigante, slalom speciale e combinata, sia maschili sia femminili.
Trattandosi di competizioni valide anche ai fini del punteggio FIS, vi parteciparono anche sciatori di altre federazioni, senza che questo consentisse loro di concorrere al titolo nazionale statunitense.

## Risultati

### Uomini

#### Discesa libera
| Pos. | Atleta | Nazione |
| ---- | ------ | ------- |
| 1    | ?      | ?       |
| 2    | ?      | ?       |
| 3    | ?      | ?       |

#### Supergigante
| Pos. | Atleta | Nazione |
| ---- | ------ | ------- |
| 1    | ?      | ?       |
| 2    | ?      | ?       |
| 3    | ?      | ?       |

#### Slalom gigante
| Pos. | Atleta | Nazione |
| ---- | ------ | ------- |
| 1    | ?      | ?       |
| 2    | ?      | ?       |
| 3    | ?      | ?       |

#### Slalom speciale
| Pos. | Atleta | Nazione |
| ---- | ------ | ------- |
| 1    | ?      | ?       |
| 2    | ?      | ?       |
| 3    | ?      | ?       |

#### Combinata
| Pos. | Atleta       | Nazione     |
| ---- | ------------ | ----------- |
| 1    | Jeremy Nobis | Stati Uniti |
| 2    | ?            | ?           |
| 3    | ?            | ?           |

### Donne

#### Discesa libera
| Pos. | Atleta        | Nazione     |
| ---- | ------------- | ----------- |
| 1    | Picabo Street | Stati Uniti |
| 2    | ?             | ?           |
| 3    | ?             | ?           |

#### Supergigante
| Pos. | Atleta        | Nazione     |
| ---- | ------------- | ----------- |
| 1    | Shannon Nobis | Stati Uniti |
| 2    | ?             | ?           |
| 3    | ?             | ?           |

#### Slalom gigante
| Pos. | Atleta         | Nazione     |
| ---- | -------------- | ----------- |
| 1    | Eva Twardokens | Stati Uniti |
| 2    | ?              | ?           |
| 3    | ?              | ?           |

#### Slalom speciale
| Pos. | Atleta         | Nazione     |
| ---- | -------------- | ----------- |
| 1    | Kristi Terzian | Stati Uniti |
| 2    | ?              | ?           |
| 3    | ?              | ?           |

#### Combinata
| Pos. | Atleta          | Nazione     |
| ---- | --------------- | ----------- |
| 1    | Mélanie Turgeon | Canada      |
| 2    | Shannon Nobis   | Stati Uniti |
| 2    | ?               | ?           |
| 3    | ?               | ?           |